# Ivar da Costa Rodrigues
Ivar da Costa Rodrigues (São Luiz, Maranhão, 25 de novembro de 1899 – 26 de julho de 1996) foi um médico brasileiro.
Foi eleito membro da Academia Nacional de Medicina em 1945, ocupando a cadeira 53, que tem Heitor Carrilho como patrono.